# Amata quadripunctata
Amata quadripunctata är en fjärilsart som beskrevs av Rothschild 1910. Amata quadripunctata ingår i släktet Amata och familjen björnspinnare. Inga underarter finns listade i Catalogue of Life.